# Casimiro IV di Pomerania
Casimiro IV di Pomerania (in polacco Kazimierz IV o Kaźko Słupski, in tedesco Kasimir IV o Kasimir V) (1351 – 2 gennaio 1377) è stato duca di Pomerania in Pomerania-Stolp dal 1374 fino alla sua morte.

## Biografia
Casimiro era uno dei figli di Boghislao V di Pomerania e di Elisabetta di Polonia. Suo nonno materno, Casimiro III il Grande, fu l'ultimo re di Polonia della dinastia dei Piast, in quanto non ebbe dei figli e pertanto decise di allevarlo alla sua corte. Dopo la morte del nonno, avvenuta nel 1370, il giovane Casimiro fu inizialmente individuato come suo papabile successore, dato che l'ultimo testamento gli assegnò come feudi le terre di Dobrzyń, Bydgoszcz, Kruszwica, Złotów e Wałcz. Tuttavia, le sue ambizioni furono presto ostacolate da Luigi I d'Ungheria, il quale divenne il successivo re di Polonia sulla base di patti stretti precedenti da Casimiro III e annullò le ultime volontà del Piast. Nella sostanza, il duca Casimiro finì con il detenere soltanto la terra di Dobrzyń a titolo di feudo temporaneamente assegnato.
Nel 1360, Casimiro sposò la sua prima moglie Kenna di Lituania. Figlia del granduca Algirdas e della sua seconda moglie Uliana di Tver', la giovane fu battezzata secondo il rito ortodosso, convertendosi al cattolicesimo al momento del matrimonio e ricevette come nome "Giovanna". Quest'ultima morì il 27 aprile 1368 senza lasciare figli.
Dopo un anno, Casimiro IV sposò la sua seconda moglie Margherita di Masovia, la figlia di Siemowit III di Masovia e della sua prima moglie Eufemia di Opava; la coppia non ebbe tuttavia figli. Dopo la morte di Casimiro, avvenuta per via delle ferite riportate combattendo contro Ladislao il Bianco, il quale agiva per conto di re Luigi, la nobildonna sposò Enrico VIII il Coraggioso, duca di Lubin e Brzeg. Anche se dopo la morte del padre Boghislao V nel 1374 Casimiro IV soggiornò più volte in Pomerania-Stolp, la maggior parte del tempo la trascorse a Bydgoszcz; con la sua dipartita, nel 1377, i suoi feudi tornarono in mano alla corona di Polonia.

## Ascendenza
|                           |                       |                       | Genitori           |  |  | Nonni |  |  | Bisnonni |  |  | Trisnonni |  |
|                           |                       |                       |                    |  |  |       |  |  | …        |  |  | …         |  |
|                           |                       |                       |                    |  |  |       |  |  | …        |  |  | …         |  |
|                           |                       | …                     |                    |  |  |       |  |  | …        |  |  |           |  |
| Wartislaw IV di Pomerania |                       |                       |                    |  |  |       |  |  | …        |  |  |           |  |
|                           |                       | …                     | …                  |  |  |       |  |  |          |  |  |           |  |
|                           |                       | …                     | …                  |  |  |       |  |  |          |  |  |           |  |
|                           |                       | …                     | …                  |  |  |       |  |  |          |  |  |           |  |
| Boghislao V di Pomerania  |                       | …                     |                    |  |  |       |  |  |          |  |  |           |  |
|                           |                       | …                     | …                  |  |  |       |  |  |          |  |  |           |  |
|                           |                       | …                     | …                  |  |  |       |  |  |          |  |  |           |  |
|                           |                       | …                     | …                  |  |  |       |  |  |          |  |  |           |  |
| Elisabetta di Slesia      |                       | …                     |                    |  |  |       |  |  |          |  |  |           |  |
|                           |                       | …                     | …                  |  |  |       |  |  |          |  |  |           |  |
|                           |                       | …                     | …                  |  |  |       |  |  |          |  |  |           |  |
|                           |                       | …                     | …                  |  |  |       |  |  |          |  |  |           |  |
| Casimiro IV di Pomerania  |                       | …                     |                    |  |  |       |  |  |          |  |  |           |  |
|                           | Ladislao I di Polonia | Casimiro I di Cuiavia |                    |  |  |       |  |  |          |  |  |           |  |
|                           | Ladislao I di Polonia | Casimiro I di Cuiavia |                    |  |  |       |  |  |          |  |  |           |  |
|                           | Ladislao I di Polonia | Eufrosina di Opole    |                    |  |  |       |  |  |          |  |  |           |  |
| Casimiro III di Polonia   | Ladislao I di Polonia |                       |                    |  |  |       |  |  |          |  |  |           |  |
|                           |                       | Edvige di Kalisz      | Boleslao il Pio    |  |  |       |  |  |          |  |  |           |  |
|                           |                       | Edvige di Kalisz      | Boleslao il Pio    |  |  |       |  |  |          |  |  |           |  |
|                           |                       | Edvige di Kalisz      | Iolanda di Polonia |  |  |       |  |  |          |  |  |           |  |
| Elisabetta di Polonia     |                       | Edvige di Kalisz      |                    |  |  |       |  |  |          |  |  |           |  |
|                           |                       | Gediminas             | Butvydas           |  |  |       |  |  |          |  |  |           |  |
|                           |                       | Gediminas             | Butvydas           |  |  |       |  |  |          |  |  |           |  |
|                           |                       | Gediminas             | …                  |  |  |       |  |  |          |  |  |           |  |
| Aldona di Lituania        |                       | Gediminas             |                    |  |  |       |  |  |          |  |  |           |  |
|                           |                       | Jewna                 | Ivan di Polack     |  |  |       |  |  |          |  |  |           |  |
|                           |                       | Jewna                 | Ivan di Polack     |  |  |       |  |  |          |  |  |           |  |
|                           |                       | Jewna                 | …                  |  |  |       |  |  |          |  |  |           |  |
|                           |                       | Jewna                 |                    |  |  |       |  |  |          |  |  |           |  |